# 5'Nizza
5'Nizza (Пятница) е украински дует от Харков, създаден през 2000 г. Стилът на групата е съчетание от различни жанрове, най-вече реге и фънк.

## История
Участниците в дуета Андрей Запорожец и Сергей Бабкин се запознават още през 1994 г., когато учат в 10 клас в Харковския лицей на изкуствата. Те пишат своите първи песни през 2000 г., когато е измислено и названието на дуета. Първите по-сериозни изяви на 5'Nizza са през 2002 г., когато те участват на фестивала КаZантип. Там са забелязани от Едик Шумейко, който им организира няколко концерта в Москва. Следващата година 5'Nizza записват и първия си албум. По това време дуетът няма продуцент и албумът е разпространяван пиратски в огромни тиражи. По-късно същите композиции, както и няколко нови, са издадени в официален албум. Заснети са клипове към песните „Зима“, „Солдат“ и „Ямайка“. Дуетът печели награди за „Пробив на годината“ и „Най-добра нова група“.
През 2005 г. е записан втори официален албум, но той не постига успеха на първия. Междувременно групата продължава концертната си дейност и готви материал за следващ албум. За него е планирано ново звучене, като се включват повече инструменти. В резултат на това акустичната китара, която е основен инструмент в творчеството на дуета, остана на заден план. Идеите на Запорожец и Бабкин се разминават и двамата решават да се разделят. Бабкин започва солова кариера, а Запорожец основава група SunSay.

## Дискография
- Анплаггед (неофициален) – 2003
- Пятница – 2003
- О5 – 2005